# Nikon D50
Nikon D50 — цифровой зеркальный фотоаппарат начального уровня, разработанный фирмой Nikon. Фотоаппарат был представлен 20 апреля 2005 года и поступил в продажу в июне 2005 года. Рекомендованная стоимость — 799 долларов США за фотоаппарат без объектива и 899 долларов США за комплект с объективом Nikkor 18-55 mm F3.5-5.6 G AF-S DX.

## Описание
Nikon D50 — это цифровая зеркальная камера (DSLR) с 23,7×15,6 мм светочувствительной ПЗС-матрицей Sony ICX-453-AQ (CCD) формата Nikon DX с разрешением 6,1 мегапикселей (максимальное разрешение снимка — 3008×2000).
Камера позволяет сохранять снимки в форматах JPEG и NEF (Raw). Для сохранения используется карта памяти формата SD;
В отличие от более поздних моделей средней и бюджетной линеек, Nikon D50 имеет встроенный мотор для управления автофокусировкой безмоторных объективов. Также отличительной особенностью аппарата является выдержка синхронизации 1/500 сек.

## Комплект поставки
Фотоаппарат Nikon D50 поставляется вместе с объективом Nikkor 18-55 мм (18-55 Kit), а также без объективов.